# Juan Ramón Folch I de Cardona
Juan Ramón I Folch de Cardona (3 de enero de 1375 - Cardona, 11 de marzo de 1441) fue un noble y almirante de la Corona de Aragón y II Conde de Cardona.
Fue conocido por los sobrenombres de «Cabeza de San Juan Bautista», y también como «Conde Gambacoberta» y «Gambacorta».

## Biografía
Fue hijo de Hugo Folch II de Cardona y de su segunda esposa Beatriz de Luna, sucedió a su padre en los títulos nobiliarios a los veinticinco años de edad, aunque ostentaba el título de vizconde de Vilamur desde joven por concesión paterna.
Se casó con Juana de Gandía (m. 1419) en abril de 1391. Juana era hija del conde Alfonso IV de Ribagorza, lo que le emparentaba con la Casa Real de Aragón.
En 1396, con 21 años, recibió el encargo real de acompañar al rey Martín I en su viaje desde Sicilia hasta Barcelona. La ciudad de Barcelona y el Consejo de Ciento le otorgó un lugar de honor en las ceremonias y festejos de entrada del nuevo Monarca en la Ciudad Condal. Viudo de Juana de Gandía, se planearon unas segundas nupcias con Cecilia de Urgel, hija de Pedro I de Urgel, pero que no llegaron a buen fin.
El 13 de abril de 1399 es nombrado almirante de la flota de la Corona.
Contó con la plena confianza del rey Martín I el Humano, y por ello el monarca le envió a Cerdeña en 1409, acompañando a su hijo, Martín el Joven. Combatió junto al heredero de la Corona en la batalla de Sanluri, y presenció la muerte del primogénito, así como su entierro en Cagliari.
Tras la muerte de Martín I sin descendencia directa, Juan Ramón Folch fue partidario del candidato urgelista; aunque tras el fallo de Caspe, el conde de Cardona aceptó y reconoció la legitimidad del fallo de Caspe, hasta el punto que, asistió a la promulgación de Fernando I y ayudó al nuevo rey a combatir la sublevación del conde Jaime II de Urgel.
Sin embargo, Juan Ramón Folch I hizo intentos de aproximación hacia la casa de Urgel, al proponer el matrimonio de Cecilia de Urgel, hermana del conde con su hijo primogénito.
Los últimos años de la vida del segundo conde de Cardona transcurrieron en su castillo, retirado de la vida política y de las intrigas cortesanas. En esta etapa, Juan Ramón Folch cuidó directamente de su patrimonio y protegió la villa condal de Cardona, y la dotó de numerosos privilegios y construcciones, como los famosos puentes de San Juan y del Diablo sobre el río Cardener.
El segundo conde de Cardona fue enterrado, como otros predecesores, en la galilea de la canónica de San Vicente del castillo de Cardona. Su bisnieto, el duque Luis Ramón Folch de Cardona, ordenó la construcción del mausoleo renacentista que hoy todavía se conserva en el crucero de la iglesia canonical.

## Descendientes
Con Juana de Gandía tuvo los siguientes hijos:
- Juan Ramón Folch II de Cardona, heredero del condado de Cardona.
- Hugo de Cardona y Gandía, duque de Gandía.
- Juana de Cardona
- Jaime de Cardona y Gandia, obispo de Vic y presidente de la Diputación del General del Principado de Cataluña.